# Каймото, Кэйдзи
Кэйдзи Каймото (яп. 海本 慶治 Каймото Кэйдзи, род. 26 ноября 1972, Суйта, Осака) — японский футболист.

## Карьера
На протяжении своей футбольной карьеры выступал за клубы «Виссел Кобе», «Нагоя Грампус Эйт», «Альбирекс Ниигата».

## Национальная сборная
В 2000 году сыграл за национальную сборную Японии 1 матч. Также участвовал в Кубке Азии по футболу 2000 года.

## Статистика за сборную
| Сборная Японии | Сборная Японии | Сборная Японии |
| Год            | Матчи          | Голы           |
| -------------- | -------------- | -------------- |
| 2000           | 1              | 0              |
| Итого          | 1              | 0              |

## Достижения
- Кубка Азии: 2000